# Список південнокорейських ідол-гуртів

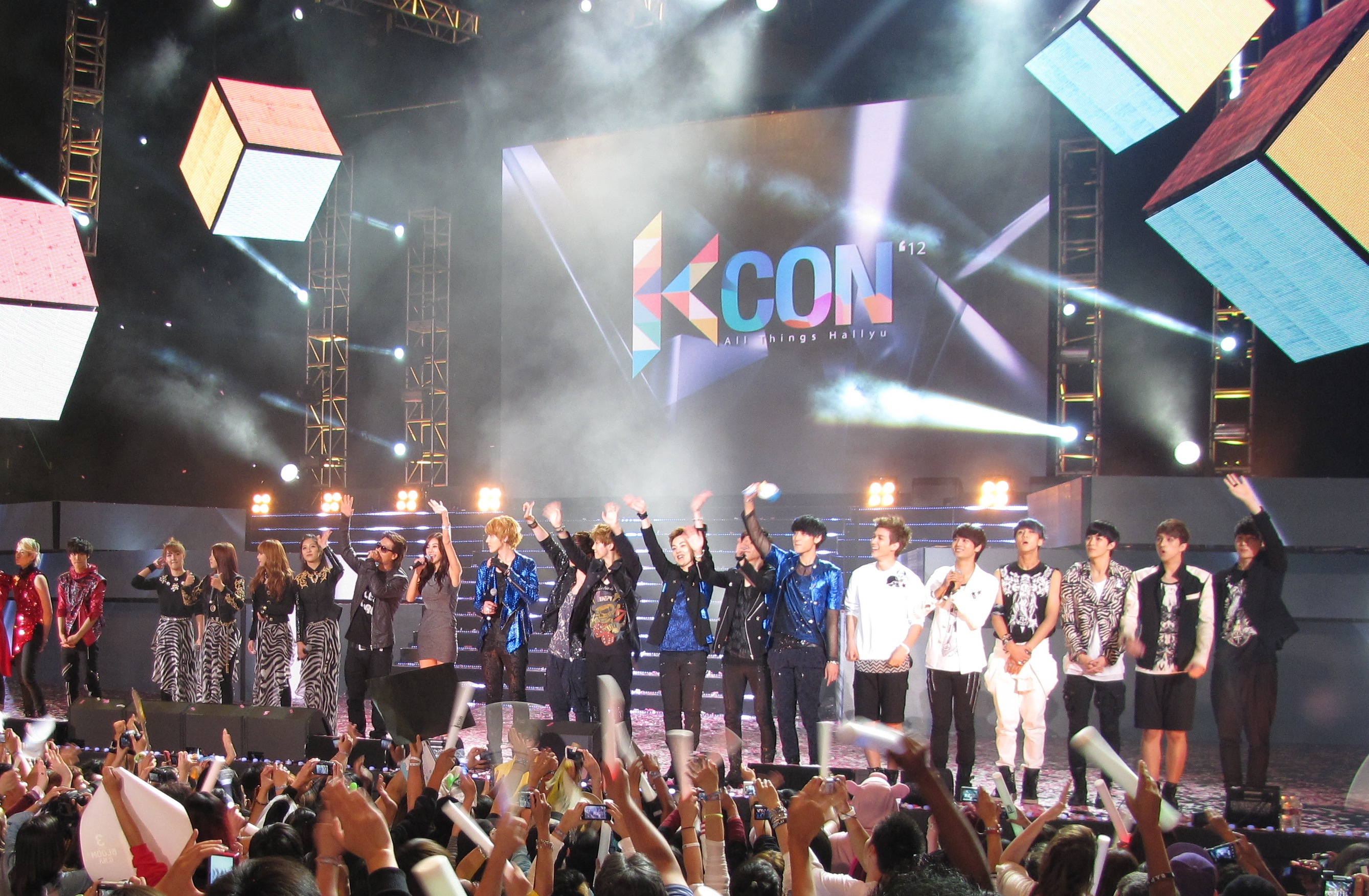
Ідол гурти на сцені KCON 2012

Нижче наведено список південнокорейських музичних ідол гуртів. Це список хлопчачих та жіночих гуртів, упорядкований за роком дебюту.
Ідол гурти в Південній Кореї почали з'являтися після успіху гурту Seo Taiji and Boys, чий дебют у 1992 році вважається поворотним моментом в історії корейської популярної музики. 2012 рік став рекордним для K-попу за кількістю артистів-початківців: Дебютували 33 чоловічі та 38 дівочі гурти.